# Campi di popcorn
Campi di popcorn è il terzo album del cantautore italiano Gianluca Grignani, pubblicato nel 1998.

## Tracce
Versione standard
1. Baby Revolution - 4:31
2. Campi di popcorn - 4:02
3. La canzone - 7:06
4. Dalla cucina al soggiorno - 3:22
5. Marce 1/2 - 2:52
6. Scusami se ti amo - 4:50
7. Dio privato - 4:42
8. Candyman - 3:52
9. Mi piacerebbe sapere - 4:32
10. Little man - 4:15
11. Buongiorno guerra - 4:20
12. The Joker - 3:37

Mexican Edition
1. Baby Revolution - 4:31
2. Campi di popcorn - 4:02
3. La canzone - 7:06
4. Dalla cucina al soggiorno - 3:22
5. Marce 1/2 - 2:52
6. Discúlpame si te amo - 4:50
7. Dio privato - 4:42
8. Candyman - 3:52
9. Me gustaría saber - 4:32
10. Little man - 4:15
11. Buongiorno guerra - 4:20
12. The Joker - 3:37

## Formazione
- Gianluca Grignani – voce, chitarra, tastiera
- Brad Albetta – basso
- Allan Levi – pianoforte
- Richard Pagano – batteria
- Zev Katz – basso
- Shawn Pelton – batteria
- Charlton Pettus – chitarra, tastiera

## Classifiche
| Classifica (1998) | Posizione massima |
| ----------------- | ----------------- |
| Italia            | 5                 |